# SEPTALUCK
SEPTALUCK（セプトアラック）は、2012年9月に結成された日本のロックバンドである。

## 概要
2011年12月をもって活動休止したstack44のfinを中心に2012年9月に結成。バンド名は、「September」の“Sept”と「lucky」の“luck”を組み合わせて名付けられた。また、バンド名にはfinが以前在籍していたバンド「stack44」の“stack”の五文字を意図的に含ませている。2017年のレーベル移籍に伴い、バンド表記をすべて大文字の「SEPTALUCK」に改めることを発表。
2018年6月3日渋谷O-CRESTでの自主企画イベントを最後にfin以外の4人が脱退、それに伴ったバンド活動休止を発表。2018年7月7日、finの一人体制となりサポートメンバーを迎え活動再開することが公式サイトにて発表された。2023年9月、サポートを務めてきたトモヤ・チヒロ・マシュー・ヒロムが正式メンバーとして加入。

## メンバー
- fin（ボーカル）

岐阜県出身。12月18日生まれ B型。趣味は料理、サッカー、モータースポーツ。ステージドリンクはしょうが湯。
声優の沢城千春がリーダーを務めるバンドStreet Storyのメンバーとしても活動中。
- トモヤ（ギター）
- チヒロ（ギター）
- マシュー（ベース）
- ヒロム（ドラムス）

### 旧メンバー
- USSY（ギター）
- Kazuki（ギター）
- chu（ベース）
- Junichi Uchino（ドラムス）